# Plants for a Future
Plants For A Future (PFAF) — це неприбутковий онлайн-ресурс для тих, хто цікавиться їстівними та корисними рослинами, з акцентом на помірний регіон. Акцент організації робиться на багаторічних рослинах.
PFAF це зареєстрована освітня благодійна організація з наступними цілями:
Завданнями благодійної організації є просування освіти громадськості шляхом просування всіх аспектів екологічно стійкого веганського органічного садівництва та сільського господарства з акцентом на дерева, чагарники та інші багаторічні види; і проведення досліджень у такому садівництві та сільському господарстві та поширення результатів таких досліджень.
Вебсайт містить онлайн базу даних з понад 8000 рослин: 7000, які можна вирощувати в помірних регіонах, у тому числі у Великій Британії, і 1000 рослин для тропічних регіонів.
База даних була спочатку створена Кеном Ферном, щоб включати 1500 рослин, які він вирощував на своєму дослідницькому майданчику площею 28 акрів на південному заході Англії.
З 2008 року базу даних веде адміністратор бази даних, який працює у благодійній організації Plants For A Future.
Організація бере участь у громадському обговоренні шляхом видання книг. Члени брали участь у різноманітних конференціях, а також є учасниками Міжнародного дослідницького проекту пермакультури.

## Публікації
- Fern, Ken. Plants for a Future: Edible and Useful Plants for a Healthier World. Hampshire: Permanent Publications, 1997. ISBN 1-85623-011-2.
- Edible Plants: An inspirational guide to choosing and growing unusual edible plants. 2012 ISBN 9781481170017
- Woodland Gardening: Designing a low-maintenance, sustainable edible woodland garden. 2013. ISBN 9781484069165
- Edible Trees: A practical and inspirational guide from Plants For A Future on how to grow and harvest trees with edible and other useful produce. 2013. ISBN 9781493736102
- Plantes Comestibles: Le guide pour vous inspirer à choisir et cultiver des plantes comestibles hors du commun. 2014. ISBN 9781495914690
- Edible Perennials: 50 Top perennial plants from Plants For A Future. 2015.
- Edible Shrubs: 70+ Top Shrubs from Plants For A Future ISBN 9781791954949
- Plants for Your Food Forest: 500 Plants for Temperate Food Forests and Permaculture Gardens.  2021. ISBN 9798520865087